# Ramuš Haradinaj
Ramuš Haradinaj (* 3. července 1968 ve vesnici Glodjane u Dečani v Kosovu), je bývalý velitel Kosovské osvobozenecké armády (UÇK) a bývalý předseda vlády Kosova. Haradinaj patří mezi bývalé důstojníky, kteří byli obviněni z válečných zločinů Mezinárodním trestním tribunálem pro zločiny v bývalé Jugoslávii.

## Životopis
Roku 1989 emigroval Haradinaj do Švýcarska, kde pracoval jako montážní dělník či jako vyhazovač v nočních klubech. Tam navázal kontakty s kosovskou emigrací i kosovským podsvětím a začal se připravovat na odboj proti Srbům. V roce 1996 odjel do Albánie, kde se jednak zapojil do činnosti kosovské mafie, která se zabývala obchodováním s drogami, ženami a zbraněmi, jednak pomáhal zakládat tábory pro výcvik jednotek UÇK v Kukeshi a Tropoji. Roku 1997 se vrátil v pozici vrchního velitele pro sektor Dukadjini do Kosova, kde byl při přestřelce se srbskou hlídkou zastřelen jeho bratr Luan. V roce 1998, kdy vypukla v zemi válka, se do ní zapojil jako jeden z čelných velitelů. Za svou činnost byl obviněn z válečných zločinů a zločinů proti lidskosti, kterých se měl dopustit tím, že jako velel jednotce UÇK, která unášela, znásilňovala, mučila a vraždila své odpůrce, a to nejen Srby a Romy, ale i Albánce, kteří neprojevovali dostatek ochoty spolupracovat s UÇK, či u kterých vzniklo podezření ze styku se Srby.
Po okupaci Kosova a Metochie vojsky NATO v roce 1999 se UÇK transformovala do Kosovského ochranného sboru TKM, kde se Haradinaj společně s Agimem Çekem postavili do jeho čela. V roce 2000 začali navazovat stále užší politické spojenectví s vůdcem Demokratické strany Kosova Hashimem Thaçim a postavili se tak tímto proti Demokratické lize Kosova, kterou vedl Ibrahim Rugova. Kosovský ochranný sbor (TKM) začal zneužívat svého postavení. Ilegálně zatýkal občany, vedl vyšetřování, prohlížel občany a zabavoval jim jmění, vynucoval ilegální daně a placenou ochranu, vyháněl lidi z jejich majetků. Situace došla tak daleko, že TKM začala fyzicky likvidovat nejen nepohodlné albánské novináře a politické oponenty, ale začala provádět čistky ve vlastních řadách, kdy byli vražděni i někteří nepohodlní velitelé bývalé UÇK.
Ramush Haradinaj odešel v dubnu roku 2000 z čela TKM a založil Alianci pro budoucnost Kosova. V roce 2004 se stal kosovským předsedou vlády, když předtím se sblížil s LDK Ibrahima Rugovy. Tímto se ovšem znepřátelil s PDK, potažmo se svým bývalým spojencem Hashimem Thaçim. Ve funkci premiéra však Haradinaj dlouho nezůstal, protože byl u mezinárodního soudu v Haagu (ICTY) obviněn z válečných zločinů. V roce 2005 odejel dobrovolně do Haagu, ovšem odtud byl v tichosti ještě téhož roku propuštěn. V Kosovu navázal úzké a osobní kontakty s dánským protektorem OSN Sorenem Jessen-Petersenen, což bylo v roce 2008 kritizováno jako údajná korupce, která měla bránit vyšetřování jeho zločinů proti srbským civilistům. Bývalá hlavní žalobkyně ICTY Carla del Ponte ve své nové knize uvedla, že Petersen a další úředníci OSN nespolupracovali při vyšetřování obvinění proti Haradinajovi.
K dalším závažným obviněním došli srbští novináři, kteří tvrdili, že Haradinaj zlikvidoval několik svědků. Jako názorný příklad byl uveden svědek Kujtim Beriša, který byl zabit při podivné autonehodě 18. února 2007 v černohorské Podgorici, přičemž se nepodařilo dalšího účastníka nehody vypátrat. Žalobkyně Carla del Ponteová zase prohlásila, že jestli se nedostaví ti svědci, kterým bylo vyhrožováno, bude muset žalobu proti Ramushovi Haradinajovi stáhnout. Za dobu svého propuštění do Kosova v roce 2005 a odjezdu do Haagu v únoru 2007 měl mnohé svědky přinutit, aby před haagským tribunálem proti němu nevypovídali.
3. dubna 2008 učinil Mezinárodní trestní tribunál v Haagu rozhodnutí, že je Haradinaj nevinný, což vyvolalo rozhořčení. Celý proces doprovázelo zastrašování svědků, dva z nich odmítli svědčit, kosovský Albánec Shefquet Kabashi odmítl svědčit i prostřednictvím telemostu z New Yorku. Protože svědci z minulých procesů proti Haradinajovi byli zavražděni, řekl Kabashi: „Nechci ochranná opatření, protože ve skutečnosti taková účinná opatření neexistují; existují jen uvnitř této soudní síně, nikoli venku.“
V červenci 2010 odvolací tribunál vrátil celý proces k novému projednání. Soudci konstatovali, že skutečně neexistují důkazy. Srbský žalobce Vladimir Vukčević prohlásil, že Mezinárodní trestní tribunál pro bývalou Jugoslávii dostatečně neochránil svědky a že během procesu s Haradinajem bylo zabito 19 potenciálních svědků obžaloby, což zbylé svědky přimělo k tomu, aby odmítli vypovídat.
Dne 9. září 2017 se stal opět kosovským premiérem, v červenci 2019 na tuto funkci abdikoval, poté co ho Mezinárodní tribunál v Haagu předvolal znovu jako obžalovaného.

## Z obžaloby
| „ | Nejprve jedné ze zadržených osob uřízli nos, řezali je do krku, paží a stehen, vtírali sůl do jejich zranění, zašívali jim rány jehlou, zabalili tři muže do ostnatého drátu, ostny z drátu vrazili do masa pomocí „nástrojů“, poté je přivázali za motorové vozidlo a táhli je, dokud nezemřeli. | “ |